# Естадио Метрополитано
„Естадио Метрополитано“ (на испански: Estadio Metropolitano) е футболен стадион в Мадрид, Испания. На него домакинските си мачове играе отборът на ФК „Атлетико“ (Мадрид). Известен е и със спонсорското си име, което към 2025 година е Riyadh Air Metropolitano Stadium, като предишните му спонсорски имена са Wanda Metropolitano (2017 – 2022) и Cívitas Metropolitano (2022 – 2024).
Стадионът е построен от 1990 до 1993 година с цел да бъде домакин на световното първенство по лека атлетика през 1997. Домакинството не се осъществява, а стадионът е открит официално на 6 септември 1994 година от администрацията на Мадридска област. През 2004 година стадионът е затворен след още една неуспешна кандидатура за домакинство – за летните олимпийски игри през 2016 година. През 2016 собственик на стадиона става отборът на ФК „Атлетико“ (Мадрид). Стадионът е реновиран изцяло и отваря врати отново на 16 септември 2017 година, когато „Атлетико“ играе мач срещу „Малага“.
Преди да бъде затворен, капацитетът на стадиона е 20 000 души, а след реновацията достига 68 456 души. През 2023 година местата са увеличени отново до 70 692 души.
„Естадио Метрополитано“ е домакин на финала на шампионската лига през 2019 година. На стадиона мачове играе и националният отбор по футбол на Испания, също така е приемал и ръгби мачове и концерти.